# Північний (район Москви)
Північний (рос. Се́верный) — адміністративний район в Москві, входить до складу Північно-Східного адміністративного округу. Населення станом на 1 січня 2017 року 33096 чол., площа 10,29 км²
Район утворено 5 липня 1995 року.

Поруч з районом розташовані станції метро Алтуф'єво та Ліанозово (проектована).